# 尹英植
尹 英植（ユン・ヨンシク、朝鮮語: 윤영식）は、朝鮮民主主義人民共和国の軍人、政治家。朝鮮労働党中央委員会委員。朝鮮人民軍総参謀部砲兵局長、朝鮮人民軍陸軍第4軍団砲兵旅団長などを歴任した。朝鮮人民軍における軍事称号（階級）は中将。第4軍団砲兵旅団長在任時には、延坪島砲撃を指揮した。

## 経歴
出生地や生年月日は不明。2010年11月23日に朝鮮人民軍が韓国領の延坪島を砲撃した際には、第4軍団砲兵旅団長として現地部隊を指揮した。砲撃の功労を認められ、2014年4月に金正恩第一書記が放射砲射撃の現地指導を行った際に中将に昇進し、2015年7月に朝鮮人民軍総参謀部砲兵局長に任命された。2016年5月9日に開催された朝鮮労働党第7次大会で朝鮮労働党中央委員会委員に選出され、同年7月8日に韓国国防部が国内にアメリカの最新鋭地上配備型迎撃システム、THAADミサイルを配備すると決定した際には、砲兵局名義で「横暴な米国とその下手人の侵略的な戦争策動をわずかも許さず、果敢な軍事的措置を連続で取っていくことになる」と声明を出した。同年11月に砲兵局長を解任された。